# Autobusna linija br. 141 u Zagrebu
Linija 141 (Reljkovićeva – Vinogradi – Jelkovićeva) dnevna je autobusna linija u Zagrebu. Uvedena je 2. rujna 2013.
Prometuje kao kružna linija na trasi: Reljkovićeva (Ulica Gjure Čanića → Trg Francuske Republike → Reljkovićeva ulica) – Ilica – Vinogradska cesta – Vinogradi – Vinogradi - okretište
Povezuje Vinograde i KBC Sestre milosrdnice s terminalom Reljkovićeva gdje se ostvaruje presjedanje na tramvaj.

## Vanjske poveznice
- Vozni red linije 141